# Archives de l'Université McGill
Situées au quatrième étage de l'édifice de la bibliothèque McLennan, les Archives de l'Université McGill assurent la gestion intégrée des archives et des dossiers pour l'Université McGill, à Montréal. 
Les Archives de l'Université McGill mettent à la disposition des chercheurs un certain nombre de bases de données consultables en ligne. Les Archives donnent un aperçu général des fonds d'archives de l'Université McGill avec le Guide sur les ressources archivistiques à l'Université McGill ,. Le calendrier de conservation des dossiers de l'Université McGill est également disponible en ligne et présente les documents communs créés au cours des activités quotidiennes de l'université. 
La création des Archives de l'Université McGill ainsi que la nomination du premier archiviste universitaire de McGill, M. Alan Ridge, a été annoncée en 1962 par le recteur de l'université, Frank Cyril James.